# Medalha Helmholtz
A Medalha Helmholtz (em alemão:  Helmholtz-Medaille) foi inicialmente fundada em 31 de agosto de 1891, por ocasião das comemorações do aniversário de 70 anos de nascimento de Hermann von Helmholtz, destinada a educadores de destacada atuação inicialmente nas áreas de ciências naturais e técnicas, medicina e teoria do conhecimento. Atualmente também é concedida nas áreas de psicologia e ciências sociais pela Academia de Ciências da Prússia (a partir de 1946 pela Academia Alemã de Ciências de Berlim, depois denominada Academia de Ciências da Alemanha Oriental, a partir de 1992 denominada Academia de Ciências de Berlim-Brandemburgo).
A partir de 1994 passou a ser concedida a cada dois anos.

## Recipientes

### 1892–1945
- 1892: Emil du Bois-Reymond, Robert Bunsen, William Thomson, Karl Weierstrass
- 1898: Rudolf Virchow
- 1900: George Gabriel Stokes
- 1904: Santiago Ramón y Cajal
- 1906: Antoine Henri Becquerel
- 1909: Hermann Emil Fischer
- 1910: Jacobus Henricus van 't Hoff
- 1912: Simon Schwendener
- 1914: Max Planck
- 1916: Richard von Hertwig
- 1918: Wilhelm Conrad Röntgen

### Desde 1994
- 1994: Manfred Eigen
- 1996: Noam Chomsky
- 1998: Roger Penrose
- 2000: Jürgen Habermas
- 2002: Friedrich Hirzebruch
- 2004: Hans-Ulrich Wehler
- 2006: Günter Spur
- 2008: Peter Wapnewski
- 2010: Niels Birbaumer
- 2012: John Charles Polanyi
- 2014: Murray Gell-Mann[1]
- 2016: Nicholas Rescher[2]
- 2018: Rita Colwell[3]
- 2020: Gábor Somorjai